# 双锥棘花仙螺
双锥棘花仙螺（学名：Babelomurex yumimarumai），是新腹足目珊瑚螺科Babelomurex的一种。主要分布于台湾，常栖息在深海。